# Notaulax bahamensis
Notaulax bahamensis är en ringmaskart som beskrevs av Perkins 1984. Notaulax bahamensis ingår i släktet Notaulax och familjen Sabellidae. Inga underarter finns listade i Catalogue of Life.